# Heiner Dopp
Heiner Dopp (* 27. Juni 1956 in Bad Dürkheim) ist ein ehemaliger deutscher Hockeyspieler und dreimaliger Olympiateilnehmer. Er spielte insgesamt 286 mal für die deutsche Hockeynationalmannschaft.

## Karriere
Der Angriffsspieler Heiner Dopp begann seine Karriere beim Dürkheimer HC, wechselte dann aber zur Turngemeinde Frankenthal. Mit Frankenthal gewann er acht deutsche Meistertitel; 1979, 1980 und 1983 wurde er Meister im Feldhockey, von 1980 bis 1984 gewann Frankenthal fünfmal in Folge die Meisterschaft im Hallenhockey. 1984 gewann die TG Frankenthal den Europapokal der Landesmeister.
Bereits 1975 debütierte Dopp beim vorolympischen Turnier in der Nationalmannschaft. Die deutsche Mannschaft gewann das Turnier. Bei den Olympischen Spielen 1976 wurde die deutsche Mannschaft Fünfter. Nach einem vierten Platz bei der Weltmeisterschaft 1978 gewann das Team im gleichen Jahr bei der Europameisterschaft in Hannover den Titel. Nach dem Gewinn des dritten Halleneuropameistertitels 1980 war der Olympiaboykott 1980 ein herber Rückschlag in der Erfolgsbilanz des deutschen Hockeybundes.
Bei der Weltmeisterschaft 1981/1982 in Bombay erreichte die deutsche Mannschaft das Finale und unterlag dort der pakistanischen Auswahl mit 1:3. Nach Bronze bei der Europameisterschaft 1983 und dem Halleneuropameistertitel 1984 nahm Heiner Dopp im Sommer 1984 zum zweiten Mal an Olympischen Spielen teil. Im Finale von Los Angeles stand die deutsche Mannschaft erneut der Mannschaft Pakistans gegenüber. Nachdem die reguläre Spielzeit mit 1:1 geendet hatte, gelang Pakistan in der Verlängerung das 2:1.
Bei der Weltmeisterschaft 1986 in London gewann die deutsche Mannschaft Bronze, genau wie ein Jahr später bei der Europameisterschaft. 1988 bei den Olympischen Spielen in Seoul gewann die deutsche Mannschaft in der Vorrunde die Gruppe B und schlug dabei die Mannschaft Großbritanniens mit 2:1. Im Finale standen sich diese beiden Mannschaften dann erneut gegenüber und die Briten siegten mit 3:1, das deutsche Tor im Finale erzielte Heiner Dopp. Danach beendete Dopp seine Karriere als Rekordnationalspieler, er wurde dann acht Jahre später von Volker Fried übertroffen.
Für seine sportlichen Erfolge verlieh ihm Bundespräsident Richard von Weizsäcker das Silberne Lorbeerblatt. Außerdem ist er Träger des Landesverdienstordens Rheinland-Pfalz, verliehen von dem damaligen Ministerpräsidenten Bernhard Vogel.
Als Trainer führte Heiner Dopp den Dürkheimer HC zur deutschen Meisterschaft und wurde Europapokalsieger. Derzeit ist er Landestrainer für Hockey. Der gelernte Winzer lebt in Meckenheim, wo er von 1999 bis 2019 ehrenamtlicher Ortsbürgermeister war.